# Joseph Koetz
Pour les articles homonymes, voir Koetz.
Joseph Koetz (29 mai 1897 - 13 juin 1976) est un footballeur luxembourgeois qui participe à trois Jeux olympiques (1920, 1924 et 1928). Il joue toute sa carrière au CS Fola Esch.